# ادریان مالون
ادریان مالون (انگلیسی: Adrian Malone؛ ۳ فوریه ۱۹۳۷ – ۱۳ مارس ۲۰۱۵) کارگردان فیلم مستند اهل بریتانیا بود.